# Anomiopus parallelus
Anomiopus parallelus là một loài bọ cánh cứng trong họ Bọ hung (Scarabaeidae).